# Steinkiste von Forteviot
Die 2009 in der späteren piktischen Königsstadt bei Perth in Strathearn in Schottland entdeckte bronzezeitliche Steinkiste von Forteviot stammt etwa von 2000 v. Chr.
Eine Steinplatte, von zwei mal zwei Meter, 40 Zentimeter Dicke und vier Tonnen Gewicht bedeckte eine rechteckige Steinkiste aus Sandsteinplatten, in der Reste einer Bestattung (im Wesentlichen Grabbeigaben) gefunden wurden. In die Unterseite des Decksteins waren Spiralen und Äxte eingraviert. Im Inneren der Kiste waren an der Stelle, wo der Kopf des Bestatteten lag, Axt- und Waffengravuren aufgebracht. Derartige Felsritzungen sind in diesem Teil Schottlands sehr selten, wobei ähnliche im Tal von Kilmartin, in Argyll and Bute vorkommen. Der Bestattete von vermutlich hohem sozialen Status lag auf weißen Quarzsteinen unter einem Gitter aus Birkenrinde.
Unter den Grabbeigaben waren ein Bronzedolch mit einem gerippten Goldband um den Griff, Holzgegenstände und eine Ledertasche oder ein -beutel. Das Pflanzenmaterial unter den sterblichen Überresten wurde als Blumen erkannt, (vielleicht Mädesüß). Sie sind der erste Beleg dafür, dass die Menschen der Bronzezeit in Schottland ihren Toten Blumen mitgaben. Die Größe der Steinplatten, die extrem seltenen Felsgravuren, die seltene Erhaltung der Holz-, Leder- und Rindeartikel und der Stellenwert des Standortes geben dem Fund internationale Bedeutung.

## Pikten
Nach geophysikalischen Untersuchungen begannen 2007 archäologische Ausgrabungen in Forteviot zur Erkundung des prähistorischen Zeremonialkomplexes und des piktischen Friedhofs. Die Ausgrabungen haben Grabdenkmäler gezeigt, die mehrere Jahrhunderte überspannen, darunter quadratische und runde Hügelgräber sowie offene Gräber. Ein Teil der großen quadratischen Einfriedung in der nordöstlichen Ecke des Friedhofs wurde ebenfalls untersucht. Der Friedhof scheint um das 13. Jahrhundert landwirtschaftlich genutzt worden zu sein, als seine Bedeutung in Vergessenheit geriet. Trotz vieler Jahrhunderte der Zerstörung durch landwirtschaftliche Praktiken waren noch die Merkmale des Friedhofs sichtbar. Seit 2007 gibt es auch ein Untersuchungsprogramm in und um Forteviot auf der Suche nach einem piktischen Palast.